# 拜奈姆
拜奈姆（法語：Beinheim，法語發音：[bainaim]）是法国下莱茵省的一个市镇，属于阿格诺-维桑堡区。

## 地名
《世界地名翻译大辞典》与《世界地名译名词典》误将其按德语译作“拜恩海姆”。

## 地理
拜奈姆（48°51'47"N, 8°5'2"E）面积15.23 平方千米，位于法国大東部大區下莱茵省，该省份为法国大陆部分最东部的省份，是阿尔萨斯的一部分，今与上莱茵省组成了阿尔萨斯欧洲集体，其南至上莱茵省，西南接孚日省和默尔特-摩泽尔省，西接摩泽尔省，北与德国接壤。
与拜奈姆接壤的市镇（或旧市镇、城区）包括：塞尔茨、福斯特费尔德、克塞尔多尔、纳阿厄塞、罗珀奈姆、伊费茨海姆、拉施塔特。
拜奈姆的时区为UTC+01:00、UTC+02:00（夏令时）。

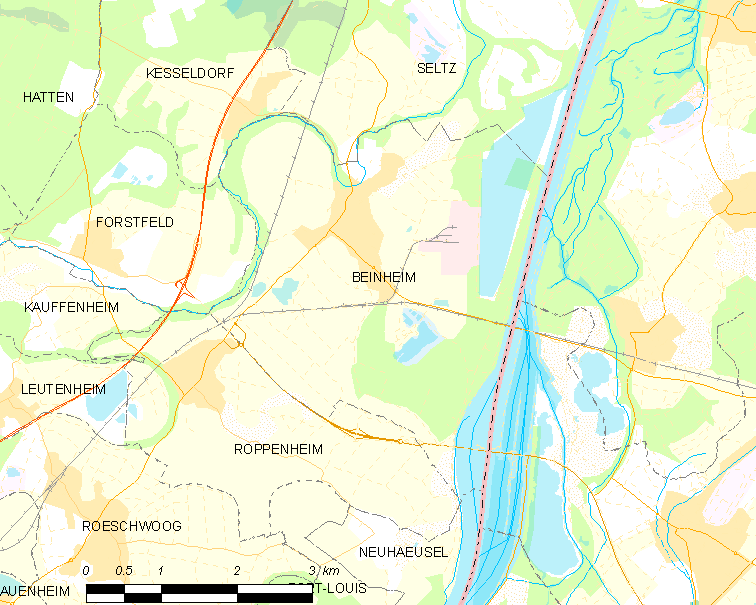
拜奈姆的OSM定位图

## 行政
拜奈姆的邮政编码为67930，INSEE市镇编码为67025。

## 政治
拜奈姆所属的省级选区为维桑堡县。

## 人口

1962-2008年间拜奈姆人口变化图示

拜奈姆于2022年1月1日时的人口数量为1904人。